# NBA 올해의 재기 선수상
NBA 올해의 재기 선수상(영어: NBA Comeback Player of the Year Award)은 과거 성공을 거둔 뒤 수준 이하의 시즌을 마치고 회복한 선수에게 매년 수여하는 NBA 상으로 1981년부터 1986년까지 수여됐다.

## 수상자 목록
| 시즌      | 수상자               | 소속 팀               |
| --------- | -------------------- | --------------------- |
| 1980~1981 | 버나드 킹            | 골든스테이트 워리어스 |
| 1981~1982 | 거스 윌리엄스        | 시애틀 슈퍼소닉스     |
| 1982~1983 | 폴 웨스트팔          | 뉴욕 닉스             |
| 1983~1984 | 애드리안 댄틀리      | 유타 재즈             |
| 1984~1985 | 마이클 레이 리차드슨 | 뉴저지 네츠           |
| 1985~1986 | 마르크 존슨          | 로스앤젤레스 클리퍼스 |